# Закон України «Про металобрухт»
Закон України «Про металобрухт» — закон, що регулює відносини, що виникають у процесі збирання, заготівлі та здійснення операцій з металобрухтом, який є найважливішою стратегічною та енергозберігаючою сировиною для металургійного виробництва, і спрямований на захист інтересів підприємств вітчизняної металургійної галузі та забезпечення екологічної безпеки довкілля при утворенні, збиранні та використанні металобрухту.
Закон введено в дію 5 травня 1999 року.

## Структура
Закон містить 15 статей (дві статті були виключені) в чотирьох розділах і п'ятий розділ Прикінцеві положення.
- Розділ I. Загальні положення
  - Стаття 1. Визначення термінів
  - Стаття 2. Законодавство про металобрухт
  - Стаття 3. Операції з металобрухтом, що містить дорогоцінні метали
  - Стаття 4. Порядок здійснення заготівлі металобрухту та операцій з металобрухтом
- Розділ II. Вимоги до суб'єктів господарювання, що здійснюють заготівлю металобрухту та операції з металобрухтом
  - Стаття 5. Вимоги до суб'єктів господарювання, що здійснюють заготівлю металобрухту та операції з металобрухтом
  - Стаття 6. Вимоги до оформлення заготівлі металобрухту та операцій з металобрухтом
  - Стаття 7. Виключено на підставі Закону № 2114-III від 16.11.2000[1]
  - Стаття 8. Виключено на підставі Закону № 359-IV від 25.12.2002[2]
  - Стаття 9. Експорт металобрухту
  - Стаття 10. Імпорт металобрухту
  - Стаття 11. Облік заготівлі металобрухту та операцій з металобрухтом
- Розділ III. Державне регулювання та державний контроль за здійсненням заготівлі металобрухту та операцій з металобрухтом
  - Стаття 12. Органи, що здійснюють державне регулювання заготівлі металобрухту та операцій з металобрухтом
  - Стаття 13. Компетенція державних органів у здійсненні заготівлі металобрухту та операцій з металобрухтом
  - Стаття 14. Державний контроль за здійсненням заготівлі металобрухту та операцій з металобрухтом
  - Стаття 15. Повноваження органів державного контролю за здійсненням заготівлі металобрухту та операцій з металобрухтом
  - Стаття 16. Відповідальність за порушення вимог законодавства, що регулює здійснення заготівлі металобрухту та операцій з металобрухтом
- Розділ IV. Міжнародне співробітництво
  - Стаття 17. Міжнародне співробітництво у здійсненні операцій з металобрухтом
- Розділ V. Прикінцеві положення

## Регулювання діяльності, пов'язаної з металобрухтом
Законом України від 02.03.2015 № 222-19 «Про ліцензування видів господарської діяльності», який набирав чинності 28.06.2015 із переліку видів ліцензування було виключено «Діяльність, пов'язана із заготівлею, переробкою брухту чорних та кольорових металів і його металургійною переробкою» та внесено зміни до Закону України «Про металобрухт».
Разом з тим, ст. 4 Закону України «Про металобрухт» визначено, що операції з металобрухтом здійснюються лише спеціалізованими або спеціалізованими металургійними переробними підприємствами, а також їх приймальними пунктами. Крім того, діяльність, пов'язана із заготівлею, переробкою брухту чорних та кольорових металів і його металургійною переробкою, провадиться в порядку, встановленому законодавством.
Вимоги до суб'єктів господарювання, які здійснюють операції з металобрухтом встановлені ст. 5 Закону України «Про металобрухт».
Наказом Міністерства економічного розвитку і торгівлі України від 29.03.2016 № 524 затверджено перелік обладнання та устаткування, які необхідно мати спеціалізованому підприємству та його приймальним пунктам або спеціалізованому металургійному переробному підприємству при здійсненні операцій з металобрухтом.
Згідно статті 12 цього закону, органами, що здійснюють державне регулювання заготівлі металобрухту та операцій з металобрухтом, є Верховна Рада України, Кабінет Міністрів України, центральний орган виконавчої влади, що забезпечує формування та реалізує державну промислову політику, інші центральні органи виконавчої влади відповідно до їхньої компетенції.
Відповідно до ст. 13 Закону України «Про металобрухт» місцеві державні адміністрації у здійсненні операцій з металобрухтом:
- складають акт обстеження спеціалізованих або спеціалізованих металургійних переробних підприємств та їх приймальних пунктів на відповідність вимогам Закону України «Про металобрухт» на територіях відповідних адміністративних одиниць;
- здійснюють контроль за додержанням спеціалізованими або спеціалізованими металургійними переробними підприємствами та їх приймальними пунктами встановлених умов та правил здійснення операцій з металобрухтом.

З метою впорядкування діяльності пов'язаної з металобрухтом, облдержадміністрацією запроваджено оприлюднення переліку підприємств, які отримали акт обстеження спеціалізованих або спеціалізованих металургійних переробних підприємств та їх приймальних пунктів на відповідність вимогам Закону України «Про металобрухт» та можуть здійснювати операції пов'язані з металобрухтом, який постійно оновлюється.
Підставою для включення до переліку, є отримання акту обстеження спеціалізованих або спеціалізованих металургійних переробних підприємств та їх приймальних пунктів на відповідність вимогам Закону України «Про металобрухт».
Підприємства щодо яких виявлені порушення вимог Закону України «Про металобрухт» та діючого законодавства України виключаються з переліку.
Також, відповідно до ст. 16 Закону України «Про металобрухт» особи, винні у порушенні законодавства, що регулює здійснення операцій з металобрухтом, несуть адміністративну, цивільно-правову чи кримінальну відповідальність згідно з законами України.